# Paul van Ostaijen
Paul van Ostaijen (ur. 22 lutego 1896; zm. 18 marca 1928) – belgijski poeta, tworzący w języku niderlandzkim.
Van Ostaijen urodził się w Antwerpii. Miał pseudonim Mister 1830, ponieważ chodził samotnie po Antwerpii ubrany jak dandys z mniej więcej tego roku. Jego poezja zdradza inspiracje modernistyczne, ekspresjonistyczne i surrealistyczne. Był zwolennikiem niepodległości Flandrii. Z powodu swojej działalności w ruchu niepodległościowym uciekł po I wojnie światowej do Berlina. Po powrocie do Belgii otworzył galerię sztuki w Brukseli. Zmarł na suchoty w 1928 w sanatorium w Miavoye-Anthée, w walońskich Ardenach.
Czeski poeta Ivan Wernisch był tak zafascynowany, jak to nazwał, "geniuszem van Ostaijena", że specjalnie, aby móc go tłumaczyć, nauczył się flamandzkiego. Jego tłumaczenie ukazało się pod tytułem Tanec gnómů, Taniec gnomów, w 1990.

## Poezja
- Music hall (1916)
- Het sienjaal (1918)
- Bezette stad (1921)
- Feesten van Angst en Pijn (napisane w 1921, wydane po śmierci)
- Nagelaten gedichten (wydanie pośmiertne w 1928)

## Inne publikacje
- De trust der vaderlandsliefde (1925, groteska)
- Gebruiksaanwijzing der lyriek (1926, wykład)
- Het bordeel van Ika Loch (1926, groteska)
- De bende van de stronk (1932, groteska)